# Aeroporto Internazionale di Hato
L'Aeroporto Internazionale di Hato (IATA: CUR, ICAO: TNCC) è uno scalo aeroportuale situato nei pressi di Willemstad nell'isola di Curaçao, nelle ex Antille Olandesi.